# Ziyāra

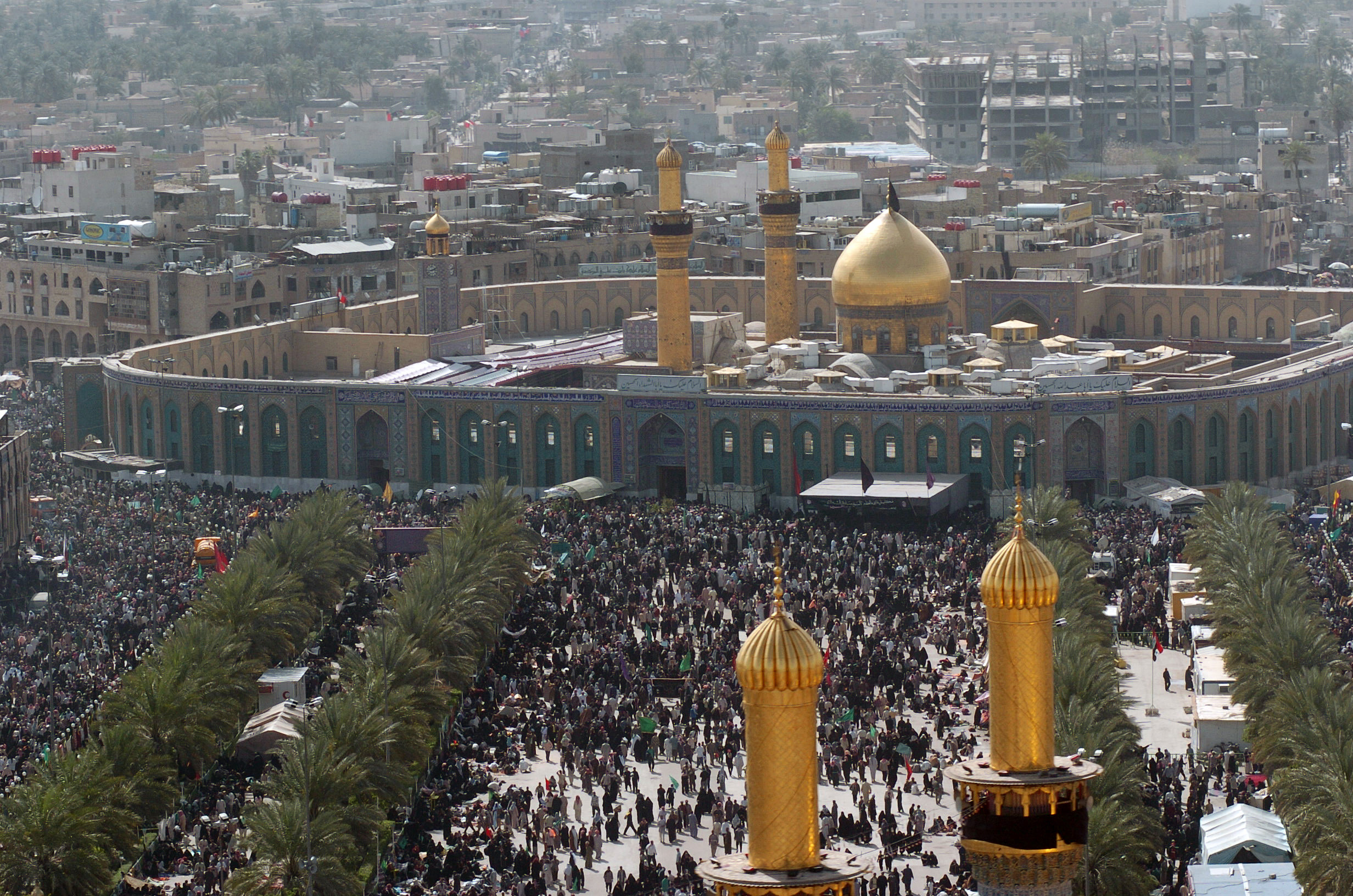
Die Wallfahrt zu den Mausoleen von Imam Hussein und Imam Abbas in Kerbela, Beispiel für eine schiitische Ziyāra

Der arabische Begriff Ziyāra (arabisch زيارة, DMG ziyāra ‚Besuch‘) bezeichnet im Islam den Besuch eines heiligen Ortes, der jedoch nicht mit der Heiligen Moschee in Mekka identisch ist (vgl. Haddsch). Wenn dafür längere Strecken zurückgelegt werden, lässt sich von einer Wallfahrt sprechen. Häufig befinden sich die Ziyāra-Orte aber auch in der unmittelbaren Umgebung der betreffenden Personen, so dass sie dafür keine Reise unternehmen müssen. Die Orte und Gebäude, die Gegenstand einer Ziyāra sind, werden arabisch مزار, DMG mazār ‚Besuchsort, Wallfahrtsort‘, persisch زيارتگاه, DMG ziyārat-gāh, ‚Wallfahrtsort‘ und türkisch ziyaret genannt. Dementsprechend erscheint der Begriff in islamischen Ländern auch häufig in Toponymen.

## Ziyāra-Ziele und -Bräuche
Ziel dieser frommen Besuche sind meistens Gräber, deswegen wird der Brauch in der arabischen gelehrten Literatur üblicherweise unter dem Stichwort زيارة القبور, DMG ziyārat al-qubūr ‚Gräberbesuch‘ abgehandelt, aber in manchen Fällen gilt die Verehrung auch Höhlen, Bergen oder Bäumen oder Orten, die regelmäßig von Chidr aufgesucht werden sollen. Die Besucher dieser Orte bringen üblicherweise Weihegaben mit; umgekehrt versuchen sie durch das Aufsuchen dieser Orte deren Baraka (Segenskraft) zu erhalten.

## Geschichte
Bräuche des Besuchs von Gräbern haben sich zunächst im schiitischen Islam herausgebildet. Schon seit dem siebten Jahrhundert ist der Besuch von Husains Grab in Kerbela belegt. Nachdem man im späten 8. Jahrhundert ʿAlīs Grab in Nadschaf aufgefunden hatte, wurde auch dieser Ort zum Ziel einer schiitischen Wallfahrt. Der schiitische Gelehrte Abū l-Qāsim Dschaʿfar Ibn Qulawaih (gestorben 979) aus Qom verfasste im 10. Jahrhundert ein umfassendes Hadith-Werk über die Vorzüge der Wallfahrten zu den heiligen Stätten der Schiiten. Im frühen 11. Jahrhundert errichteten die schiitischen Fatimiden in Ägypten über den Gräbern von Angehörigen der Prophetenfamilie (z. B. Saiyida Nafīsa und Saiyida Ruqaiya im Süden von Kairo) Mausoleen, womit sich hier ebenfalls Ziyāra-Bräuche entwickelten. 

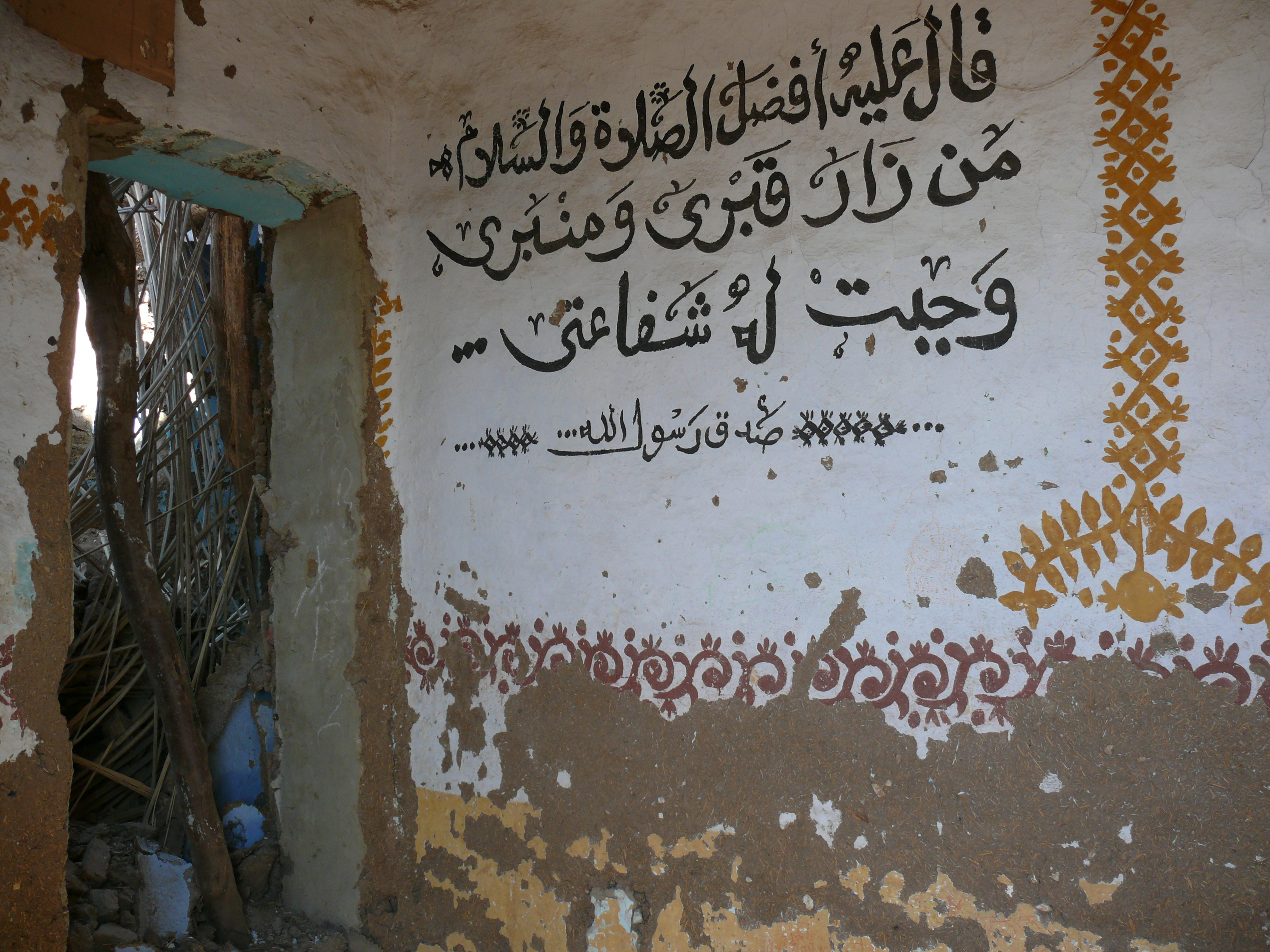
"Wer mein Grab und meinen Minbar besucht hat, dem steht dereinst meine Fürsprache zu", der von ad-Dārāqutnī überlieferte Prophetenausspruch in leicht abgewandelter Form im Privathaus eines ägyptischen Medina-Pilgers.

Ab dem 10. Jahrhundert verbreitete sich der Brauch des Gräberbesuchs zunehmend auch im Bereich des sunnitischen Islams, es wurde zum Beispiel üblich, den Haddsch nach Mekka mit einer Ziyāra des Prophetengrabes in Medina zu verbinden. Ein angeblicher Prophetenausspruch, den der irakische Hadith-Gelehrte ad-Dārāqutnī (gestorben 995) überliefert, stellt den jenseitigen Nutzen dieser Ziyāra heraus: „Wer mein Grab besucht, dem steht dereinst meine Fürsprache zu“ (man zāra qabrī waǧabat la-hū šafāʿatī). Die Ziyāra des Prophetengrabes in Medina wurde im späten Mittelalter und in der frühen Neuzeit zum Gegenstand mehrerer Spezialabhandlungen. So verfasste zum Beispiel im 16. Jahrhundert der mekkanische Gelehrte ʿAbd al-Qādir al-Fākihī (gestorben 1574) einen Traktat über die Regeln (ādāb), die bei diesem Wallfahrtsritus zu beachten waren. Er hat den Titel Ḥusn at-tawassul fī ādāb ziyārat afḍal ar-rusul.
Sunnitische Herrscher gingen im 11. Jahrhundert außerdem dazu über, die Gräber von Persönlichkeiten des sunnitischen Islams zu Mausoleen auszubauen, wie diejenigen von Abū Hanīfa in Bagdad und von asch-Schāfiʿī in Kairo, so dass sich dort ebenfalls Ziyāra-Bräuche herausbildeten. Auch fingen Gelehrte jetzt an, Wallfahrtsführer speziell für sunnitische Gläubige, die Gräber besuchen wollten, abzufassen. Das bekannteste ist das "Buch der Fingerzeige zur Kenntnis der Pilgerorte" (Kitāb al-Išārāt ilā maʿrifat az-ziyārāt) von ʿAlī ibn Abī Bakr al-Harawī (gestorben 1215), das das Gebiet von Syrien und Palästina als eine heilige Landschaft voller Wallfahrtsorte beschreibt. Im 13. und 14. Jahrhundert entstanden im Zuge des Aufblühens der Heiligenverehrung im sunnitischen Islam an mehreren Orten Wallfahrtsorte von nationaler Bedeutung, so der Grabschrein des wundertätigen Sufi Ahmad al-Badawī (gestorben 1276) in Tanta, der Grabschrein von Muʿīn ad-Dīn Tschischtī (gestorben 1230) in Ajmer und das Mausoleum von Ahmed Yesevi (gestorben 1166) in Türkistan.

## Kritik an Ziyāra-Bräuchen
Kritik an den Ziyāra-Bräuchen kam schon im 10. und 11. Jahrhundert von verschiedenen Angehörigen der hanbalitischen Lehrrichtung, so zum Beispiel von al-Barbahārī und Ibn ʿAqīl. Besonders scharf kritisierten auch Ibn Taimīya und sein Schüler Ibn Qaiyim al-Dschauzīya diese Bräuche. Sie meinten, dass die meisten von ihnen eine unerlaubte Neuerung darstellten, bzw. als schirk anzusehen seien. Unter Rückbezug auf diese Lehrtradition verdammten später auch die Deobandis, die Wahhabiten und die sonstigen Anhänger des Salafismus diese Bräuche.